# 大宮臨太郎
大宮 臨太郎（おおみや りんたろう、1981年7月5日 - ）は、日本のヴァイオリニスト。神奈川県横浜市出身。辰巳明子、堀正文に師事。

## 来歴
桐朋女子高等学校を首席で卒業後、桐朋学園大学に進学。在学中にN響のオーディションに合格し、2004年よりN響でキャリアをスタート。2002年にメニューイン国際ヴァイオリンコンクールで2位、翌年にプラハの春国際音楽コンクールでファイナリストに。小沢征爾音楽塾、サイトウキネンフェスティバルなどに参加し、国内外のオーケストラ、室内楽と共演。ストリングカルテット響をはじめ、室内楽、ソリストとして精力的に活動。紀尾井シンフォニエッタ東京メンバーとしても活動。第１ヴァイオリン次席奏者、アシスタント・コンサートマスター、第２ヴァイオリン首席代行を経て、NHK交響楽団第２ヴァイオリン首席奏者を務める。